# Вест-Пелцер (Південна Кароліна)
Вест-Пелцер (англ. West Pelzer) — місто (англ. town) в США, в окрузі Андерсон штату Південна Кароліна. Населення — 962 особи (2020).

## Географія
Вест-Пелцер розташований за координатами 34°38′41″ пн. ш. 82°28′18″ зх. д. / 34.64472° пн. ш. 82.47167° зх. д. (34.644660, -82.471767).  За даними Бюро перепису населення США в 2010 році місто мало площу 1,32 км², з яких 1,32 км² — суходіл та 0,00 км² — водойми.

## Демографія
Згідно з переписом 2010 року, у місті мешкало 880 осіб у 384 домогосподарствах у складі 244 родин. Густота населення становила 665 осіб/км².  Було 443 помешкання (335/км²).
Расовий склад населення:
| - 92,4 % — білих - 5,1 % — чорних або афроамериканців - 0,1 % — азіатів |

До двох чи більше рас належало 1,6 %. Частка іспаномовних становила 3,5 % від усіх жителів.
За віковим діапазоном населення розподілялося таким чином: 22,6 % — особи молодші 18 років, 61,4 % — особи у віці 18—64 років, 16,0 % — особи у віці 65 років та старші. Медіана віку мешканця становила 38,2 року. На 100 осіб жіночої статі у місті припадало 95,6 чоловіків;  на 100 жінок у віці від 18 років та старших — 89,7 чоловіків також старших 18 років.
Середній дохід на одне домашнє господарство  становив 31 500 доларів США (медіана — 26 958), а середній дохід на одну сім'ю — 35 438 доларів (медіана — 34 063). За межею бідності перебувало 21,7 % осіб, у тому числі 20,3 % дітей у віці до 18 років та 18,2 % осіб у віці 65 років та старших.
Цивільне працевлаштоване населення становило 285 осіб. Основні галузі зайнятості: роздрібна торгівля — 32,6 %, освіта, охорона здоров'я та соціальна допомога — 16,1 %, виробництво — 13,7 %.